# Ким У Ён
Ким У Ён (кор. 김우용; 26 сентября 1971 года, Пхёнчхан, провинция Канвондо, Южная Корея) — южнокорейский борец вольного стиля и тренер, чемпион мира.

## Биография
Родился в 1971 году. Вольной борьбой начал заниматься с 1985 года.

На чемпионате мира 1999 года в Анкаре завоевал золотую медаль в весовой категории до 54 кг, однако его дальнейшая спортивная карьера была затруднена переломом плеча, который он получил во время отборочных соревнований к Олимпийским играм 2000 года. Травма вынудила его закончить спортивную карьеру в 2001 году.

Перешёл на тренерскую работу. Участвовал в Азиатских играх 2006 года в качестве помощника тренера женской сборной Южной Кореи по вольной борьбе. После стал тренером правительственной команды по борьбе уезда Пхёнчхан.

## Видео
- Чемпионат мира 1999, вольная борьба, до 54 кг, финал: Адхам Ачилов (Узбекистан) - Ким У Ён (Республика Корея)

## Награды
- Орден «За спортивные заслуги» 4 класса Республики Корея — орден Белого коня (8 декабря 2009)